# Michael Ruppert
Michael C. Ruppert (Washington D.C., 3 februari 1951 - Calistoga, 13 april 2014) was uitgever en hoofdredacteur van de nieuwsbrief From the Wilderness die naar eigen zeggen in 2005 een oplage van 20.000 abonnees in veertig landen had.
Tot 1978 werkte Ruppert als narcotica rechercheur bij het Los Angeles Police Department. Hij werd gedwongen te vertrekken nadat hij volgens eigen zeggen in 1977 drugs-activiteiten van de CIA ontdekte en probeerde deze aan het licht te brengen. Volgens de politie van Los Angeles onderging hij een psychische crisis; hij dacht dat hij gevolgd werd en klaagde dat hij onvoldoende bescherming kreeg. De versies komen overeen dat hij ontslag heeft genomen. 
In september 2004 verscheen van deze auteur het boek Crossing the Rubicon, met een voorwoord door Catherine Austin Fitts. Dit is zijn voornaamste werk. Het boek geeft een gedetailleerde analyse van de gebeurtenissen rond 11 september en komt tot de conclusie dat de aanslagen van 11 september 2001 gepleegd zijn met actieve medewerking dan wel mede-organisatie vanuit de Amerikaanse regering. 
Op 13 april 2014 werd het lichaam van Michael Ruppert gevonden door vastgoedeigenaar en goede vriend Jack Martin. Ruppert had zelfmoord gepleegd door zich met een pistool door het hoofd te schieten.

## Complete bibliografie
- Ruppert, Michael C., Crossing the Rubicon: The Decline of the American Empire at the End of the Age of Oil, New Society Publishers, 2004. ISBN 0-86571-540-8
- Ruppert, Michael C., A presidential Energy Policy: Twenty-five Points Adressing The Siamese Twins of Energy and Money, New World Digital Publishing, 2009. ISBN 978-0-578-02156-0
- Ruppert, Michael C., Confronting Collapse: The Crisis of Energy and Money in a Post Peak Oil World, Chelsea Green Publishing, 2009. ISBN 978-1-60358-264-3